# Michael López-Alegría
Michael Eladio López-Alegría (Madrid, 30 mei 1958) is een Spaans-Amerikaans ruimtevaarder en Vice President van ruimtevaartbedrijf Axiom Space. López-Alegría zijn eerste ruimtevlucht was STS-73 met de spaceshuttle Columbia en vond plaats op 20 oktober 1995. Tijdens de missie werd er voor de tweede keer wetenschappelijk onderzoek gedaan in de United States Microgravity Laboratory (USML-2), een speciaal aangepaste Spacelab module. 
López-Alegría maakte deel uit van NASA Astronautengroep 14. Deze groep van 24 ruimtevaarders begon hun training in 1992 en had als bijnaam The Hogs.
In totaal heeft López-Alegría vijf ruimtevluchten op zijn naam staan, waaronder meerdere missies naar het Internationaal ruimtestation ISS. Tijdens zijn missies maakte hij tien ruimtewandelingen. In 2012 verliet hij NASA. Op 11 november 2020 maakte ruimtevaartbedrijf Axiom bekend dan Lopez-Alegría als gezagvoerder/reisleider van de commerciële ruimtevlucht AX-1 met een Crew Dragon zal terugkeren naar het ISS. Deze tweede vlucht van Crew Dragon Resilience werd op 11 april 2022 gelanceerd en duurde 18 dagen.